# Крістіан Мартінес (панамський футболіст)
Крістіан Мартінес (ісп. Cristian Jesús Martínez, нар. 6 лютого 1997, Панама) — панамський футболіст, півзахисник ізраїльського клубу «Хапоель» (Кір'ят-Шмона) та національної збірної Панами.
Виступав також за клуб «Чоррільйо».

## Клубна кар'єра
У дорослому футболі дебютував 2012 року виступами за команду «Чоррільйо», в якій провів чотири сезони, взявши участь у 37 матчах чемпіонату.
Згодом з 2016 по 2024 рік грав у складі команд «Коламбус Крю», «Піттсбург Рівергаундс», «Коламбус Крю», «Цинциннаті», «Коламбус Крю», «Чикаго Файр», «Лас-Вегас Лайтс», «Кадіс», «Рекреатіво», «Кадіс Б», «Пласа Амадор», «Монагас», «Наджран», «Пласа Амадор» та «Аль-Джандаль».
До складу клубу «Хапоель» (Кір'ят-Шмона) приєднався 2024 року. Станом на 25 листопада 2024 року відіграв за команду з Кір'ят-Шмони 10 матчів у національному чемпіонаті.

## Виступи за збірну
У 2016 року дебютував в офіційних матчах у складі національної збірної Панами.
У складі збірної був учасником розіграшу Золотого кубка КОНКАКАФ 2023 року у США і Канаді, де разом з командою здобув «срібло», розіграшу Кубка Америки 2024 року у США.